# Assedio della fortezza Jaickaja
L'assedio della fortezza Jaickaja (10 gennaio 1773 - 27 aprile 1774) fu combattuto, nell'ambito della rivolta di Pugačëv, fra l'esercito imperiale russo ed i ribelli guidati da Emel'jan Ivanovič Pugačëv. Lo scontro avvenne presso la città di Jaickij gorodok. L'assedio venne tolto dagli stessi ribelli dopo che le loro armate subirono una pesante sconfitta a Tatiščevo.

## Antefatto
La rivolta dei cosacchi Jaik del 1772 fu sconfitta grazie alla spedizione del generale Freiman che entrò nella città di Jaickij il 6 giugno di quello stesso anno. Dopo la fine della rivolta, in città vennero lasciati i cosacchi del 6º e 7º reggimento oltre a 200 cosacchi di stanza ad Orenburg, comandati dal tenente colonnello I. D. Simonov. Contro i cosacchi che si erano ribellati all'impero russo, vennero imposte pesanti tassazioni e privazioni che non fecero altro che aumentare il malcontento che questi provavano nei confronti delle istituzioni del governo centrale.
Il 28 settembre del 1773, quando conto che Simonov aveva espulso un nuovo gruppo di ricerca dalla città e la decisione fu presa per iniziare immediatamente. Il 17 settembre quando Pugačëv si rese conto che i cosacchi che lo seguivano premevano per riconquistare la loro città di Jaickij mentre si teneva l'assedio a Orenburg, decise che era il momento di sdoppiare le proprie forze e concentrarsi maggiormente sull'assedio alla città di Jaickij.
Avendo appreso dell'avvicinarsi dei ribelli, Simonov inviò una squadra capitanata dal primo ministro Naumov con cinque cannoni ad esplorare e rimase in città coi restanti soldati per mantenere l'ordine. Per distinguere i suoi cosacchi da quelli ribelli, Naumov ordinò che i suoi si fasciassero la mano sinistra, ma molti si rifiutarono di farlo asserendo che non si volesse spargere sangue invano. Di fronte alle pressioni del governo russo e alla prospettiva per contro di seguire Pugačëv, molti cosacchi abbandonarono le file dell'esercito regolare per unirsi ai ribelli.
La mattina del 19 settembre, il distacco tra i due eserciti contrapposti era ormai cresciuto di oltre 500 unità e quindi Pugačëv tentò di entrare nella città di Jaickij, ma per fare questo dovette assediarla.

## I preparativi

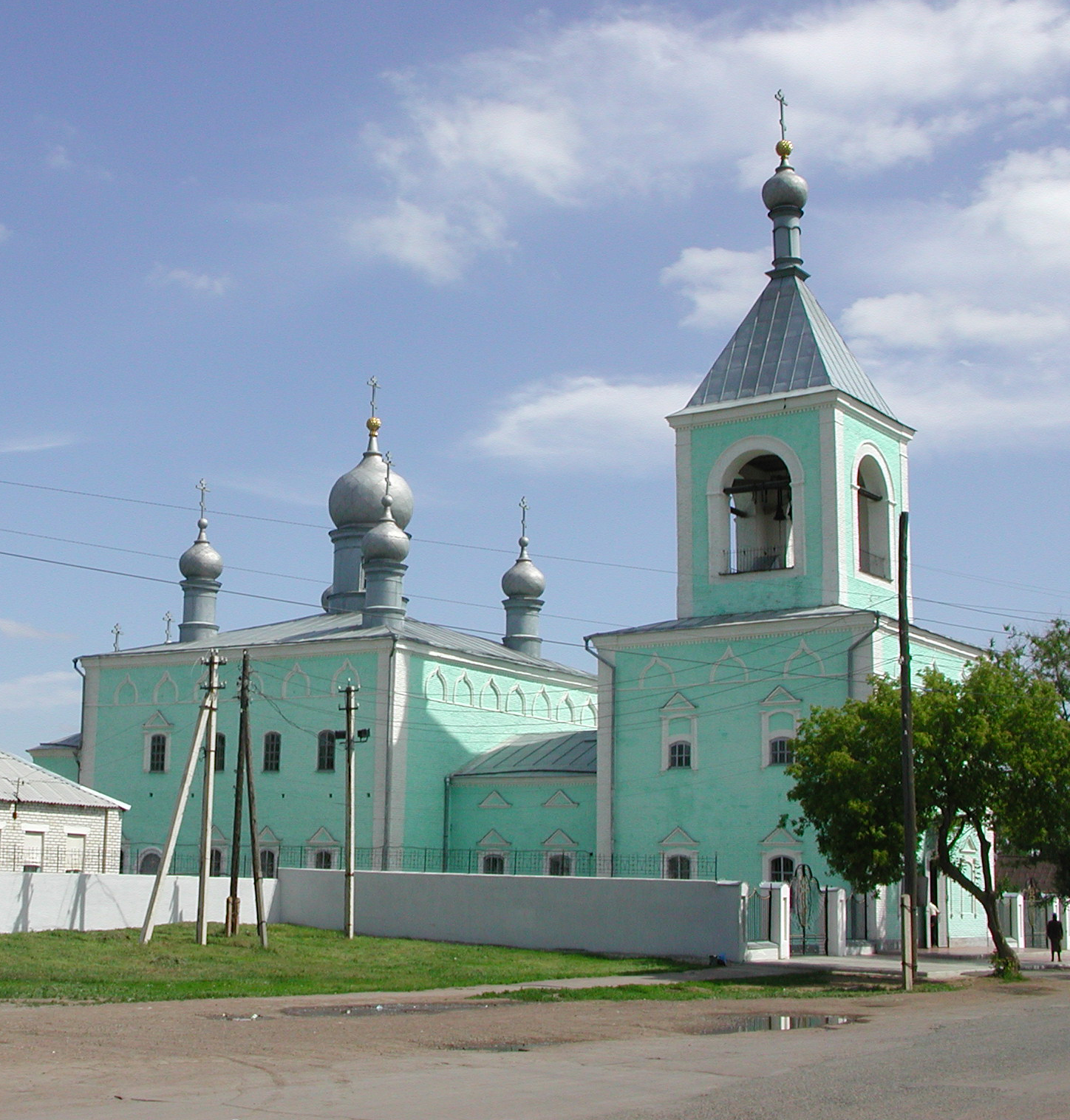
La cattedrale di San Michele arcangelo a Oral.

Dopo la partenza dei cosacchi ribelli, resosi conto del distacco che lo separava dal nemico, Simonov prese subito delle contromisure per difendersi. Attorno alla cattedrale di San Michele Arcangelo, eresse una linea fortificata con un bastione e un fossato poggiante sulle sponde del fiume Ural. Due cannoni furono sollevati sulla sommità del campanile della cattedrale e vi si posizionarono anche dei tiratori scelti. All'interno di questa fortificazione vennero poste tutte le riserve di polvere da sparo e proiettili, nonché tutte le provviste di legna da ardere disponibili in città. I soldati furono anche trasferiti in una posizione permanente all'interno di questa fortezza della città, per la quale furono scavati dei ripari. Il presidio governativo in città si ridusse notevolmente quando, per ordine del governatore Rainsdorp, il colonnello Simonov venne costretto ad inviare un distacco di suoi uomini a Orenburg per sostenerne l'assedio, rimanendo con 927 uomini in tutto e 18 cannoni.
Durante queste operazioni, i cosacchi Jaik continuarono a lasciare segretamente la città per unirsi a Pugačëv nei pressi di Orenburg. Nel suo rapporto al senato, Simonov riferì che i suoi uomini sarebbero stati perfettamente in grado di proteggere i confini della base Jaickaja.

## L'assedio
Mentre il grosso dell'esercito di Pugačëv stava assediando Orenburg, i capi cosacchi Jaik erano ossessionati dal fatto che nella loro città natale tutto il potere fosse ancora nelle mani del comandante della guarnigione zarista. A metà dicembre del 1773, Ovčinnikov, Lysov, Šigaev, Vitošnov e altri colonnelli cosacchi Jaik si portarono ad incontrare Pugačëv e gli proposero di inviare Michail Tolkačëv con un distaccamento di uomini alla città così da poterla riportare sotto il loro controllo, ma l'operazione non riuscì a livello organizzativo.
Il 10 gennaio 1774, il distaccamento di Ataman Tolkačëv, che in precedenza si era radunato "con un gran numero" di cosacchi negli avamposti e nelle fortezze della linea di confine inferiore della Jaickaja, si stava avvicinando alla città di Jaickij. Il distaccamento di Tolkačëv entrò liberamente nella città di Jaickij prendendo il comando dei 927 uomini presenti nella guarnigione e con l'incarico di badare ai 165 abitanti presenti, perlopiù donne e bambini.
Il primo assalto alla fortezza da parte dei ribelli non portò al risultato da loro sperato; durante l'attacco, le truppe di Tolkačëv usarono attivamente le case cosacche intorno alle fortificazioni come rifugio, nascondendosi in esse e infliggendo gravi danni agli assediati tramite l'uso di cecchini. Nei giorni seguenti, l'artiglieria della fortezza cercò di distruggere tutti gli edifici più vicini, creando una zona di tiro attorno alle fortificazioni (25-100 metri). Convinto della propria bassa efficienza di fuoco, gli assediati organizzarono una sortita per incendiare le ultime case rimaste esternamente alla fortezza. I ribelli per conto risposero bombardando incessantemente la fortezza.

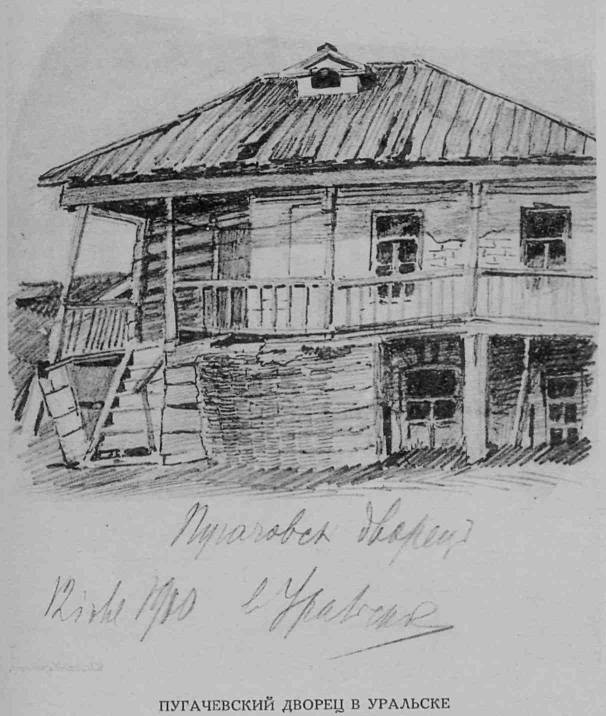
"Palazzo Pugačëv" nella città di Jaickij. Disegno di V. G. Korolenko, inizio del XX secolo

Dopo aver ricevuto notizia dell'occupazione della città da parte di Tolkačëv, Ataman Andrej Ovčinnikov giunse alla città di Jaickij da Orenburg con piccoli rinforzi e, il 18 gennaio 1774, Pugačëv stesso giunse nei pressi della fortezza. Analizzando la situazione, egli stesso ne dedusse che era impossibile con le forze disponibili condurre un assalto con esito positivo e pertanto propose di minare una delle batterie della fortezza con un tunnel sotterraneo. Per eseguire un tale scavo, si servì di una squadra di 150 operai e 11 carpentieri che fu reclutata sul posto. Pugačëv sovrintendeva personalmente i lavori, più volte al giorno scendendo con gli operai nella galleria sotterranea in costruzione, e indicando personalmente la direzione degli scavi. La mattina del 20 gennaio, venne posizionata una carica da 10 kg di polvere da sparo nel punto della batteria, ma l'esplosione non ebbe l'effetto sperato. Parte delle mura crollò e si andò a posizionare nella galleria, ma la batteria di artiglieria rimase illesa. I cosacchi di Pugačëv, per nulla scoraggiati, si mossero subito all'attacco, ma un solo colpo di cannone delle artiglierie russe bastò a farli retrocedere verso le macerie. Un gruppo cercò di far crollare le fortificazioni ma gli assediati riversarono sul loro capo acqua e cenere bollente. L'assedio durò in tutto più di 9 ore. Le vittime degli attaccanti furono significative, fino a 400 morti, mentre gli assediati persero 15 uomini e 22 furono feriti.
Il 21 gennaio, si riunì nuovamente l'entourage militare di Pugačëv e si decise di preparare un nuovo scavo ma non più orientato questa volta a minare le difese dei nemici, bensì direttamente verso il deposito delle munizioni del nemico, ubicato come si è detto sotto il campanile della cattedrale di San Michele Arcangelo. Andrej Ovčinnikov ricevette ordine da Pugacëv di portarsi nella città di Guryevper per giurare finalmente i cosacchi sulla parte bassa di Jaik e portare artiglieria e polvere da sparo da lì alla città di Jaickij. I cosacchi rimanenti dovevano tenere sotto tiro il presidio della fortezza; Pugačëv stesso si affrettò a tornare a Orenburg da dove aveva avuto la notizia della sortita del 13 gennaio.
Alla fine di gennaio, Pugačëv fece ritorno alla città di Jaickij rimanendovi per diversi giorni, ispezionando di nuovo personalmente gli scavi minerari. La galleria sotterranea era alta quanto una persona. A metà febbraio, i lavoratori avevano raggiunto la muratura delle fondamenta del campanile della cattedrale. Allo stesso tempo, Ovčinnikov tornò nella città di Jaickij con 60 libbre di polvere da sparo e cannoni provenienti dalle fortezze del basso Jaickij. Il 17 febbraio Pugačëv, tornato ancora una volta da Orenburg, tenne un nuovo consiglio militare predisponendo l'esplosione per il mattino seguente. Ma il giovane cosacco Neulybin decise di tradirlo e mise al corrente del piano il colonnello Simonov alla fortezza; questi non gli credette da subito, ma alla fine si accordò per trasferire la polvere da sparo altrove, liberando il seminterrato del campanile. L'esplosione, che avvenne come previsto, provocò il crollo del campanile, uccidendo circa 40 persone, lo stesso Simonov rimase colpito dalle schegge dell'esplosione, ma le batterie dell'artiglieria non vennero danneggiate. Iniziò una feroce schermaglia reciproca che si placò solo al mattino.
Nel frattempo, la situazione degli assediati divenne critica: la fortezza rimase senza cibo, così come la legna da ardere iniziò a scarseggiare e si era in pieno inverno. "Attorno non vi era quasi nessuna foresta, quindi i soldati non avevano nient'altro da cucinare che del porridge". La razione dei soldati consisteva in mezzo chilo di avena e 2 libbre di carne di cavallo, ma dovevano cercare comunque un modo per cucinarli. I cosacchi, sotto il comando di Ataman Kargin, continuarono a bombardare quotidianamente la fortezza. Il 9 marzo, Simonov decise di tentare una sortita, per la quale furono selezionati 250 volontari dei granatieri dei gruppi regolari. L'attacco non ebbe successo, i soldati non riuscirono a superare le macerie dai tronchi e sotto il fuoco continuo dei cosacchi furono costretti a fuggire nuovamente verso la fortezza. Uno degli ufficiali della guarnigione scrisse più tardi: "Una vergogna compassionevole, tutti fuggivano il più presto possibile, e gli ufficiali non sono riusciti a metterli in ordine... Il nostro popolo non è mai tornato da una sortita con tali danni". Le perdite della guarnigione furono di 32 uomini uccisi e 72 feriti, di cui 20 morti poco dopo. Conoscendo la difficile situazione degli assediati, i cosacchi mandarono una proposta a Simonov di arrendersi per mezzo di un aquilone, inoltre, Afanasij Perfil'ev più volte andò a negoziare con il capitano Krylov. Gli assedianti speravano nel fatto che la fame avrebbe presto costretto Simonov ad accettare le condizioni della resa. Simonov, che ricevette informazioni sull'arrivo di altre truppe governative, a sua volta, sperava che gli aiuti fossero vicini. Il 13 marzo, i soldati ricevettero le ultime scorte con l'obbligo di allungarle il più possibile.

## La fine dell'assedio
Il 2 aprile 1774, gli uomini di Pugačëv subirono una pesante sconfitta nella battaglia di Tatiščevo. Pugačëv con soli cinque compagni fuggì altrove mentre i suoi uomini continuarono a combattere sino all'esaurimento delle munizioni, spostandosi poi nella città di Ileckij. Il corpo d'armata del generale Golicyn si portò verso Orenburg, mentre quello di Mansurov si portò verso Jaickij dove entrò il 7 aprile, quasi senza combattere, riprendendo la fortezza e la città nel contempo.